# 索爾塔尼夫卡
47°51′31″N 30°7′21″E / 47.85861°N 30.12250°E
索爾塔尼夫卡（烏克蘭語：Солтанівка）是位於烏克蘭西南部的村莊，由敖德萨州波季利斯克区的澤萊諾希爾斯凱市鎮負責管轄。該村始建於1926年，面積2.67平方公里，海拔高度193米，2020年人口1,319，人口密度每平方公里494.38人。